# Leif Flengsrud
Leif Flengsrud (18 de setembro de 1922 — 24 de agosto de 2009) foi um ciclista olímpico norueguês.
Flengsrud nasceu em Vang, Hedmark, e tem representado o clube Hamar IL. Participou nos Jogos Olímpicos de Verão de 1948 em Londres, mas não terminou a corrida em estrada. Ele foi o primeiro ciclista olímpico de sua região. Também competiu no Campeonato Mundial no mesmo ano.
Seu pai, Olf, e irmão, Oddvar, também foram ciclistas. Seu pai abriu uma loja de bicicletas em 1920, e mais tarde Flengsrud passou a sua vida trabalhando nesta loja. Nos anos 70 e 80, ele continuou praticando esporte como seu passatempo. Morreu em agosto de 2009, em Hamar.